# Погроза
Погроза — вид психологічного насильства; залякування, обіцянка заподіяти кому-небудь шкоду, зло.

Погроза оприлюднення компрометуючих відомостей (істинних або неправдивих) називається шантажем. Спроба отримання чужого майна шляхом загрози називається вимаганням.